# Albizia thompsonii
Albizia thompsonii là một loài thực vật có hoa trong họ Đậu. Loài này được Brandis miêu tả khoa học đầu tiên.